# Haeterius williamsi
Haeterius williamsi är en skalbaggsart som beskrevs av Martin 1920. Haeterius williamsi ingår i släktet Haeterius och familjen stumpbaggar. Inga underarter finns listade i Catalogue of Life.